# Ildikó Pusztai
Ildikó Pusztai (Szolnok, 11 de noviembre de 1964) es una deportista húngara que compitió en esgrima, especialista en la modalidad de florete.
Ganó dos medallas en el Campeonato Europeo de Esgrima de 1991, oro en la prueba por equipos y plata en la individual. Participó en los Juegos Olímpicos de Barcelona 1992, ocupando el séptimo lugar en el torneo por equipos.

## Palmarés internacional
| Campeonato Europeo | Campeonato Europeo | Campeonato Europeo | Campeonato Europeo  |
| Año                | Lugar              | Medalla            | Prueba              |
| ------------------ | ------------------ | ------------------ | ------------------- |
| 1991               | Viena (Austria)    | Medalla de oro     | Florete por equipos |
| 1991               | Viena (Austria)    | Medalla de plata   | Florete individual  |